# Warren County, New York
Warren County är ett administrativt område i delstaten New York, USA, med 65 707 invånare. Den administrativa huvudorten (county seat) är Queensbury.

## Geografi
Enligt United States Census Bureau har countyt en total area på 2 413 km². 2 251 km² av den arean är land och 162 km² är vatten.

### Angränsande countyn
- Essex County, New York - nord
- Washington County, New York - öst
- Saratoga County, New York - syd
- Hamilton County, New York- - väst